# Pál Tibor (labdarúgó)
Pál Tibor, (Budapest, 1935. szeptember 15. –) olimpiai bronzérmes, válogatott labdarúgó, edző. A sportsajtóban Pál II néven volt ismert.

## Pályafutása

### A válogatottban
1959 és 1964 között 2 alkalommal szerepelt a válogatottban és 1 gólt szerzett.  Négyszeres olimpiai válogatott (1960, 5 gól), egyszeres utánpótlás válogatott (1959), 16-szoros B-válogatott (1958–62).

## Sikerei, díjai
- Ifjúsági UEFA-torna
  - győztes: 1953
- Olimpiai játékok
  - 3.: 1960, Róma
- Magyar bajnokság
  - bajnok: 1958–59, 1961–62, 1965, 1966
- Bajnokcsapatok Európa-kupája (BEK)
  - negyeddöntős: 1967–68
- Közép-európai kupa (KK)
  - győztes: 1962, 1965
  - döntős: 1963

## Statisztika

### Mérkőzései a válogatottban
| Magyarország | Magyarország        | Magyarország           | Magyarország | Magyarország | Magyarország  | Magyarország       | Magyarország | Magyarország |
| #            | Dátum               | Helyszín               | Hazai        | Eredmény     | Vendég        | Kiírás             | Gólok        | Esemény      |
| ------------ | ------------------- | ---------------------- | ------------ | ------------ | ------------- | ------------------ | ------------ | ------------ |
| 1.           | 1959. április 19.   | Budapest, Népstadion   | Magyarország | 4 – 0        | Jugoszlávia   | barátságos         | 1            | 75' 87'      |
|              | 1960. augusztus 29. | Nápoly (ITA)           | Magyarország | 6 – 2        | Peru          | olimpiai D csoport | -            |              |
|              | 1960. szeptember 1. | Róma (ITA)             | Magyarország | 7 – 0        | Franciaország | olimpiai D csoport | -            |              |
| 2.           | 1964. október 4.    | Bern, Wankdorf-stadion | Svájc        | 0 – 2        | Magyarország  | barátságos         | -            | 70'          |
|              | Összesen            |                        |              | 2            | mérkőzés      |                    | 1            | gól          |